# Bezirksrabbinat Ladenburg
Das Bezirksrabbinat Ladenburg entstand 1827 in Ladenburg in Baden und war eines von 15 Bezirksrabbinaten, die auch als Bezirkssynagogen bezeichnet wurden. Die Aufgaben des Bezirksrabbiners wurden ab 1875 vom Bezirksrabbiner des Rabbinats Heidelberg wahrgenommen.
Die Bezirksrabbinate waren dem Oberrat der Israeliten Badens unmittelbar unterstellt. Vorsteher waren der Bezirksrabbiner und der Bezirksälteste. In Angelegenheiten des Rabbinatsbezirks mussten einmal jährlich alle Ortsältesten gehört werden. Der Bezirksrabbiner führte den Vorsitz.

## Aufgaben
Die Aufgaben umfassten den Vollzug der landesherrlichen Verordnungen, die Verkündigung und den Vollzug der Verordnungen der Oberkirchenbehörde, Beratungen über Schulangelegenheiten, die Verwaltung von Stiftungen und die Verteilung von Almosen. Zur Finanzierung der Bezirksrabbinate wurden Umlagen von den einzelnen jüdischen Gemeinden bezahlt.

## Gemeinden des Rabbinatsbezirks
- Jüdische Gemeinde Feudenheim
- Jüdische Gemeinde Ilvesheim
- Jüdische Gemeinde Ladenburg
- Jüdische Gemeinde Schriesheim

## Bezirksrabbiner
- 1827 bis 1835 Jakob Ettlinger
- 1849 Löb Ettlinger